# Rhadinella
Rhadinella es un género de serpientes que pertenecen a la familia Dipsadidae. Su área de distribución incluye México y América Central.

## Especies
Se reconocen las siguientes especies:
- Rhadinella anachoreta (Smith & Campbell, 1994)
- Rhadinella donaji Campbell, 2015
- Rhadinella godmani (Günther, 1865)
- Rhadinella hannsteini (Stuart, 1949)
- Rhadinella hempsteadae (Stuart & Bailey, 1941)
- Rhadinella kanalchutchan (Mendelson & Kizirian, 1995)
- Rhadinella kinkelini (Boettger, 1898)
- Rhadinella lachrymans (Cope, 1870)
- Rhadinella montecristi (Mertens, 1952)
- Rhadinella pegosalyta (Mccranie, 2006)
- Rhadinella pilonaorum (Stuart, 1954)
- Rhadinella posadasi (Slevin, 1936)
- Rhadinella rogerromani (Köhler & Mccranie, 1999)
- Rhadinella schistosa Smith, 1941
- Rhadinella serperaster (Cope, 1871)
- Rhadinella tolpanorum (Holm & Cruz, 1994)
- Rhadinella xerophila Ariano-Sánchez & Campbell, 2018